# Miloš Cajthaml
Miloš Cajthaml (13.srpna 1952 Cheb) je český scenárista, dramaturg a spisovatel. Je autorem povídek, novel, románů a filmových a televizních scénářů. V roce 1990 se stal majitelem několika společností v Praze, které se zabývají kulturními akcemi.

## Život a dílo
Po absolvování Střední zemědělské technické školy v Chebu vystudoval scenáristiku a dramaturgii na Filmové a televizní fakultě Akademie múzických umění v Praze (FAMU). Po studiích pracoval jako dramaturg filmů pro děti a mládež v Barrandov Studiu. V roce 1984 vydal svou první knihu Pronikavé soudy mladého muže. Román Jak se kreslí nula vyšel v roce 1990, děj knihy existoval již v roce 1988 jako film Horká kaše. Kniha Jak se kreslí nula vyšla v roce 1990. V roce 2017 vydal knihu Motol. Je autorem scénářů k několika filmům, například Kam doskáče ranní ptáče, Hrátky. Spolupracoval na scénáři dvanáctidílného seriálu německé televize ZDF Wenn du mich fragst. Jako dramaturg se podílel na filmech Moře začíná za vsí, Pohádka o Malíčkovi, O zapomnětlivém černokněžníkovi, Pějme píseň dohola aj. Jeho nerealizovaný scénář Tak Ted(d)y co? dostal v roce 2008 prémii ve scenáristické soutěži Filmové nadace. Pracoval také na dokumentech ze zdravotnického prostředí aj.. V roce 2018 vyhrál Literární cenu Knižního klubu s knihou Na odstřel.